# Emeka Udechuku
Emeka Udechuku (ur. 10 lipca 1979 w Londynie) – angielski lekkoatleta, dyskobol.

## Osiągnięcia
- złoto mistrzostw Europy juniorów (Lublana 1997)
- srebro podczas Mistrzostw Świata Juniorów (Annecy 1998)
- brązowy medal Uniwersjady (Daegu 2003)
- wielokrotny mistrz kraju (także w konkursach pchnięcia kulą)

Udechuku reprezentował Wielką Brytanię na igrzyskach olimpijskich w Atenach – zajął 24. lokatę w eliminacjach nie kwalifikując się do finału.

## Rekordy życiowe
- rzut dyskiem – 64,93 (2004)
- rzut dyskiem (1,750 kg) – 64,35 (1998)
- pchnięcie kulą – 18,97 (2006)